# Campionati europei di bob 2009
I Campionati europei di bob 2009, quarantatreesima edizione della manifestazione organizzata dalla Federazione Internazionale di Bob e Skeleton, si sono disputati dal 16 al 18 gennaio 2009 a Sankt Moritz, in Svizzera, sulla pista Olympia Bobrun St. Moritz–Celerina, il tracciato naturale sul quale si svolsero le competizioni del bob (e dello skeleton) ai Giochi di Sankt Moritz 1928 e di Sankt Moritz 1948 e le rassegne continentali del 1968, del 1972, del 1976, del 1980, del 1985, del 1993, del 1996, del 2004 e del 2006. La località elvetica ha quindi ospitato le competizioni europee per la decima volta nel bob a due uomini e nel bob a quattro e per la seconda nel bob a due donne. 
Anche questa edizione si è svolta con la modalità della "gara nella gara", contestualmente alla sesta tappa della stagione di Coppa del Mondo 2008/09 e ai campionati europei di skeleton 2009.

## Risultati

### Bob a due
La gara si è svolta il 17 gennaio 2009 nell'arco di due manches ed hanno preso parte alla competizione 21 compagini in rappresentanza di 12 differenti nazioni.
| Pos. | Atleti                              | Nazione    | Tempo   | Distacco |
| ---- | ----------------------------------- | ---------- | ------- | -------- |
|      | André Lange Martin Putze            | Germania-1 | 2:12.10 |          |
|      | Beat Hefti Thomas Lamparter         | Svizzera-1 | 2:12.23 | +0.13    |
|      | Thomas Florschütz Ronny Listner     | Germania-2 | 2:12.42 | +0.29    |
| 4    | Wolfgang Stampfer Martin Lachkovics | Austria-1  | 2:12.42 | +0.32    |
| 5    | Karl Angerer Gregor Bermbach        | Germania-3 | 2:12.55 | +0.45    |
| 6    | Jānis Miņins Daumants Dreiškens     | Lettonia-2 | 2:12.60 | +0.50    |
| 7    | Ivo Rüegg Cédric Grand              | Svizzera-1 | 2:12.68 | +0.58    |
| 8    | Jürgen Loacker Jürgen Mayer         | Austria-2  | 2:12.87 | +0.77    |
| 9    | Simone Bertazzo Samuele Romanini    | Italia-1   | 2:13.17 | +1.07    |
| 10   | Aleksandr Zubkov Filipp Egorov      | Russia-1   | 2:13.18 | +1.08    |

### Bob a quattro
La gara si è svolta il 18 gennaio 2009 nell'arco di due manches ed hanno preso parte alla competizione 22 compagini in rappresentanza di 12 differenti nazioni.
| Pos. | Atleti                                                                 | Nazione    | Tempo   | Distacco |
| ---- | ---------------------------------------------------------------------- | ---------- | ------- | -------- |
|      | Aleksandr Zubkov Roman Orešnikov Dmitrij Trunenkov Dmitrij Stëpuškin   | Russia-1   | 2:10.48 |          |
|      | Thomas Florschütz Marc Kühne Andreas Barucha Alexander Metzger         | Germania-3 | 2:10.79 | +0.31    |
|      | Karl Angerer Andreas Udvari Thomas Pöge Gregor Bermbach                | Germania-2 | 2:10.81 | +0.33    |
| 4    | Wolfgang Stampfer Johannes Wipplinger Gerhard Köhler Martin Lachkovics | Austria-1  | 2:10.82 | +0.34    |
| 5    | Beat Hefti Alex Baumann Thomas Lamparter Christian Aebli               | Svizzera-2 | 2:10.95 | +0.47    |
| 6    | Ivo Rüegg Jürg Egger Cédric Grand Patrick Blöchliger                   | Svizzera-1 | 2:11.05 | +0.57    |
| 7    | André Lange René Hoppe Alexander Rödiger Martin Putze                  | Germania-1 | 2:11.18 | +0.70    |
| 8    | Jānis Miņins Daumants Dreiškens Oskars Melbārdis Intars Dambis         | Lettonia-1 | 2:11.20 | +0.72    |
| 9    | Daniel Schmid Markus Lüthi Thomas Küttner Florian Willisegger          | Svizzera-3 | 2:11.48 | +1.00    |
| 10   | Edgars Maskalāns Ainārs Podnieks Raivis Broks Reinis Rozitis           | Lettonia-2 | 2:11.49 | +1.01    |

### Bob a due donne
La gara si è svolta il 16 gennaio 2009 nell'arco di due manches ed hanno preso parte alla competizione 13 compagini in rappresentanza di 7 differenti nazioni.
| Pos. | Atlete                            | Nazione       | Tempo   | Distacco |
| ---- | --------------------------------- | ------------- | ------- | -------- |
|      | Sandra Kiriasis Berit Wiacker     | Germania-1    | 2:17.40 |          |
|      | Cathleen Martini Janine Tischer   | Germania-2    | 2:18.36 | +0.96    |
|      | Nicola Minichiello Gillian Cooke  | Regno Unito-1 | 2:18.75 | +1.35    |
| 4    | Claudia Schramm Nicole Herschmann | Germania-3    | 2:19.49 | +2.09    |
| 5    | Sabina Hafner Anne Dietrich       | Svizzera-1    | 2:19.63 | +2.23    |
| 6    | Esmé Kamphuis Tine Veenstra       | Paesi Bassi-1 | 2:19.79 | +2.39    |
| 7    | Fabienne Meyer Marina Gilardoni   | Svizzera-2    | 2:20.28 | +2.88    |
| 8    | Isabel Baumann Cora Huber         | Svizzera-3    | 2:20.61 | +3.21    |
| 9    | Jessica Gillarduzzi Laura Curione | Italia-1      | 2:21.12 | +3.72    |
| 10   | Francesca Iossi Eleonora Guelpa   | Italia-2      | 2:21.60 | +4.20    |

## Medagliere
| Pos.   | Paese       | Oro | Argento | Bronzo | Totale |
| ------ | ----------- | --- | ------- | ------ | ------ |
| 1      | Germania    | 2   | 2       | 2      | 6      |
| 2      | Russia      | 1   | 0       | 0      | 1      |
| 3      | Svizzera    | 0   | 1       | 0      | 1      |
| 4      | Regno Unito | 0   | 0       | 1      | 1      |
| Totale | Totale      | 3   | 3       | 3      | 9      |